# Auguste Metz
Jean-Antoine Auguste Metz, més conegut com a Auguste Metz, (Ciutat de Luxemburg, 8 d'agost de 1812 - Eich, Ciutat de Luxemburg, 22 de juny de 1854) va ser un advocat, empresari i polític luxemburguès. Amb els seus dos germans, membres de la poderosa família Metz, Charles i Norbert, van definir la vida política i econòmica de Luxemburg en la meitat del segle xix.
Nascut a la Ciutat de Luxemburg com el més jove dels nou fills de Jean de Metz, Auguste va assistir a l'Ateneu de Luxemburg, abans d'anar a estudiar Dret a la Universitat de París el 1833. Va obtenir la seva llicència per exercir l'advocacia a França, però va regressar a Luxemburg, on es va involucrar en la indústria de l'acer. El 1837, Metz i als seus germans Charles i Norbert, se'ls va concedir un contracte d'arrendament de deu anys de la fàbrica d'acer a Berbourg. Van formar una empresa, Auguste Metz & Cie, juntament amb Théodore Pescatore, amb el propòsit d'ampliar-la i tornar a desenvolupa-la. La companyia es va expandir, fent-se càrrec de les foneries a Grundhof, a les Terres Roges, a Eich, i a Fischbach.
Es va involucrar en la política a través de la seva oposició a la tercera partició de Luxemburg el 1839. El 1848, Metz va ser membre a l'Assemblea Constituent de Luxemburg, i després a la primera Cambra de Diputats, escollit el 1848 per representar Grevenmacher. Va ser atacat a l'elecció de 1854 pel gabinet Simons. Tanmateix, no va viure per veure el muntatge de la nova Cambra de Diputats, ja que va morir a Eich solament vuit dies després de les eleccions.
Es va casar amb Petronille Laeis el 17 d'agost de 1841. Van tenir quatre fills, incloent Léon Metz, que va ser membre de la Cambra de Diputats durant quaranta-tres anys i alcalde d'Esch-sur-Alzette durant tres anys.